# Paul Leni
Paul Leni (nascut amb el nom de Paul Josef Levi; Stuttgart, 8 de juliol de 1885 − Los Angeles, 2 de setembre de 1929) va ser un director de cinema alemany i membre destacat dels inicis del cinema expressionista alemany.

## Vida i obra
Leni va estudiar a l'Acadèmia de les Arts de Prússia i més endavant va treballar d'escenògraf de teatre juntament amb directors tan destacats com Max Reinhardt. El 1914 es va iniciar al món cinematogràfic alemany com a director artístic, dissenyant escenaris i attrezzo per a directors com ara Joe May, Ernst Lubitsch, Richard Oswald, i E. A. Dupont. Més endavant Leni esdevingué director de pel·lícules com Die Verschwörung zu Genua (1920), Hintertreppe (1921) i Figures de cera (1923) així com els curtmetratges animats Rebus-Film.
El 1927 Leni es va mudar a Hollywood després d'acceptar la invitació de Carl Laemmle per convertir-se en director de la Universal Studios. El debut de Leni va ser amb The Cat and the Canary (1927), que tingué molta influència en les sèries clàssiques de terror de la Universal i que fou realitzada en noves versions més d'un cop. La versió més destacada és de 1939 amb Bob Hope. L'any següent el director es va encarregar la superproducció The Man Who Laughs, una de les més estilitzades de les darreres pel·lícules mudes. Va morir de sèpsia produïda per una infecció de queixal a Los Angeles el 1929.

## Filmografia

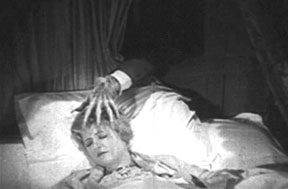
Fotograma de la pel·lícula The Cat and the Canary

### A Alemanya
- 1917 Der Feldarzt / Das Tagebuch des Dr. Hart
- 1917 Dornröschen
- 1919 Prinz Kuckuck
- 1920 Die Verschwörung zu Genua
- 1921 Hintertreppe
- 1923 Das Wachsfigurenkabinett
- 1925 Rebus-Film Nr. 1-8

### Amb Universal Studios
- The Cat and the Canary (1927)
- The Chinese Parrot (1927)
- The Man Who Laughs (1928)
- The Last Warning (1929)